# Evangelische Stadtkirche (Brilon)

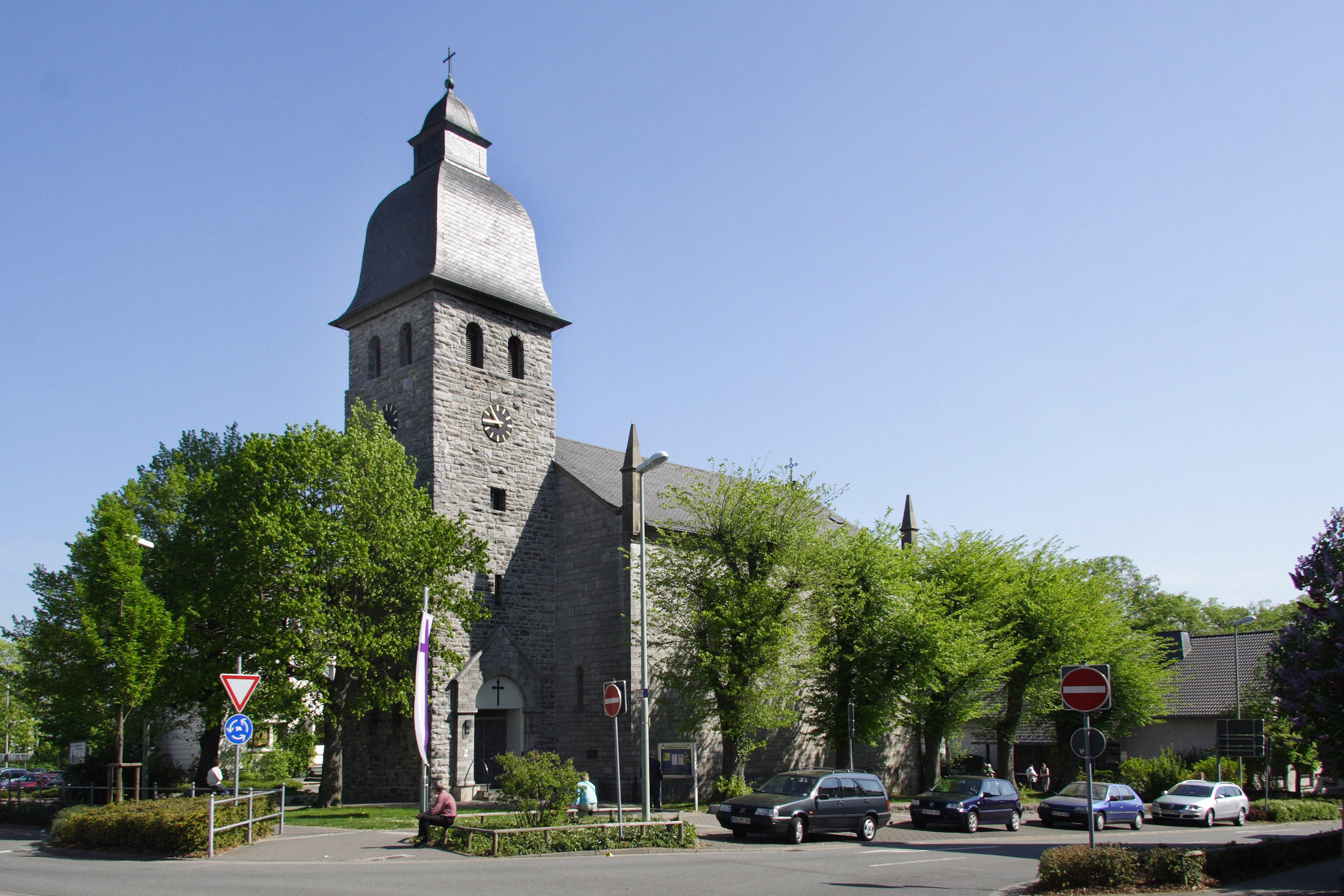
Ansicht von Südwesten (2007)

Die Evangelische Stadtkirche in Brilon ist ein denkmalgeschütztes Kirchengebäude, das in den Jahren 1855/1856 vom Baumeister F. A. Ritter nach einem Entwurf des Berliner Baumeisters Karl Friedrich Schinkel für die Preußische Normalkirche errichtet wurde.

## Geschichte und Architektur

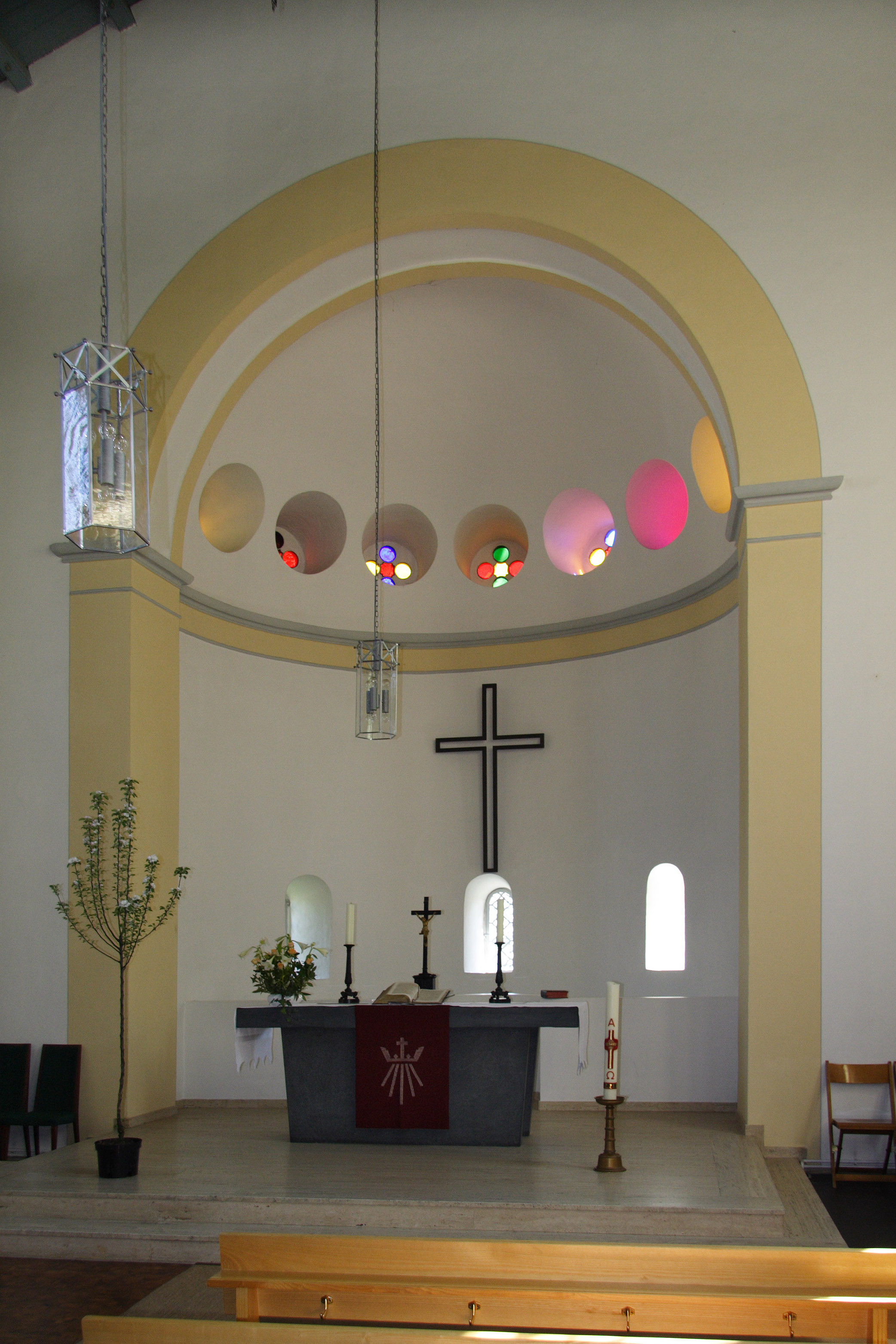
Chor

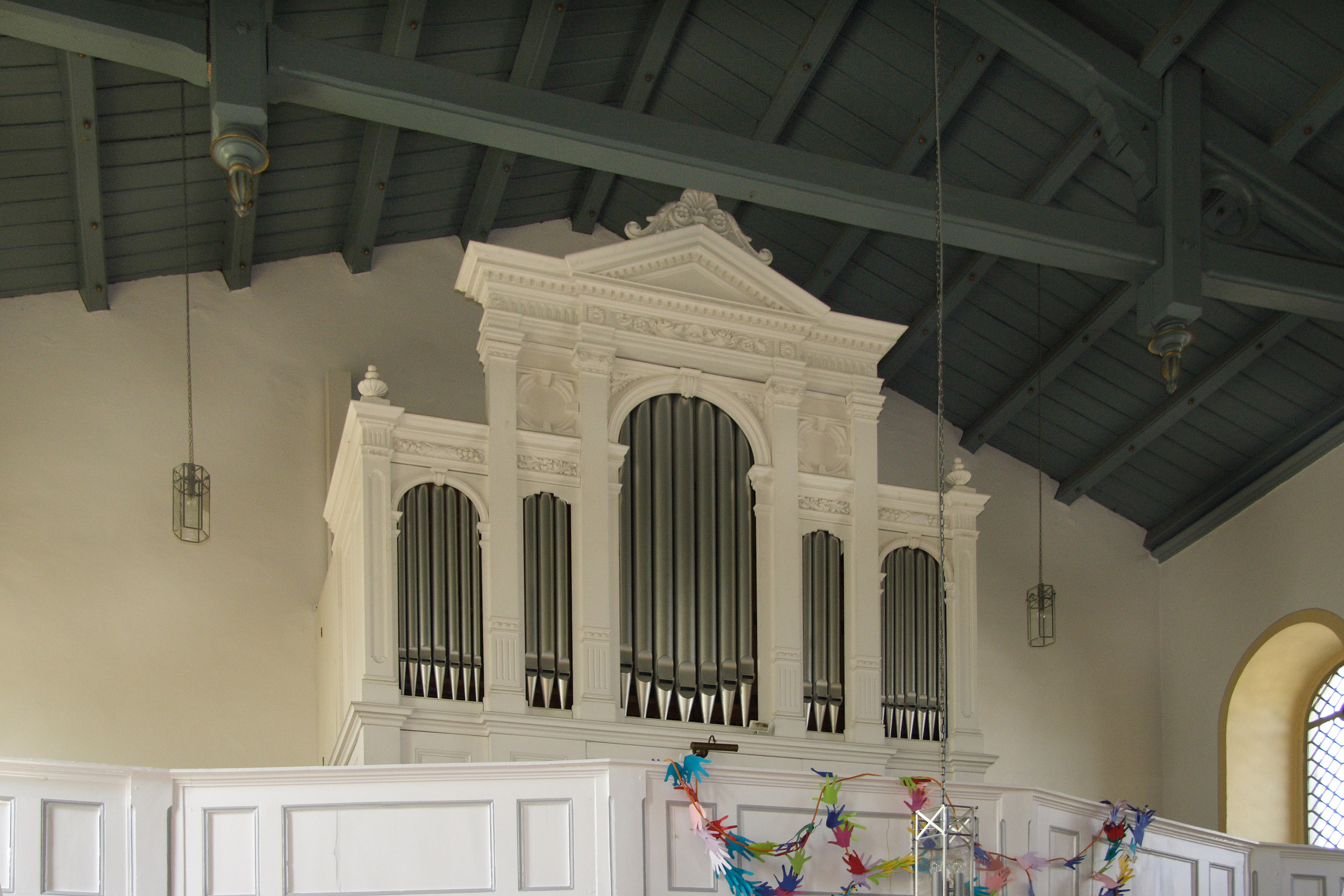
Empore und Orgel

Brilon gehörte im 16. Jahrhundert zum kurkölnischen Herzogtum Westfalen; das religiöse Bekenntnis wurde vom Kölner Erzbischof als Landesherrn bestimmt. Erste reformatorische Bewegungen kamen 1583 mit Unterstützung des Erzbischofs Gebhard I. von Waldburg zustande, wurden aber 1584 nach der Eroberung durch Bayern wieder zunichtegemacht. Das Herzogtum Westfalen gelangte 1803 mit dem Reichsdeputationshauptschluss zur Landgrafschaft Hessen-Darmstadt, und so kamen evangelische Beamte und später Handwerker in die Stadt. Nach der Angliederung an Preußen wurden seit 1818 als Provisorium, per Reskript der königlichen Regierung zu Arnsberg, in der katholischen Nikolaikirche evangelische Gottesdienste abgehalten. Brilon gehörte anfangs zur Kirchengemeinde Arnsberg und wurde 1821 an Meschede, wo eine eigene evangelische Gemeinde gegründet wurde, angegliedert. Die Mescheder Gemeinde war seelsorgerisch und finanziell so schwach, dass sie von Arnsberg mitversorgt wurde. Mit der Ordination von Pfarrer Tugendhold Plate erfolgte 1838 die Gründung einer eigenständigen evangelischen Gemeinde in Brilon mit etwa 170 Mitgliedern. Der Pfarrbezirk Brilon wurde 1843 durch eine Abgrenzungsurkunde festgelegt; dazu gehörten außer der Stadt Brilon: Rixen, Wülfte, Bontkirchen, Thülen, Nehden, Radlinghausen, Messinghausen, Rösenbeck, Nieder- und Oberalme, Scharfenberg, Altenbüren und Eßhof, Bigge, Antfeld, Olsberg, Gierskopp, Elleringhausen, Helminghausen und Grimlinghausen. Die Gemeinde wählte 1845 ein erstes  Presbyterium.
Die Gemeinde hatte 1855 nur 250 Mitglieder, deren Opferwilligkeit allein nicht zum Bau der Kirche ausgereicht hätte. Die Stadt Brilon übereignete unentgeltlich das Grundstück vor dem Kreuziger Tor der alten Stadtmauer und bewilligte einen Bauzuschuss in Höhe von 150 Talern. Dazu heißt es in einem überlieferten Zeitungsbericht aus dem Jahr 1851: Zum Neubau einer evangelischen Kirche hat hiesige Stadt einen passenden Bauplatz geschenkt und auch teilweise freie Bauholzabgabe in Aussicht gestellt. Vor dem Baubeginn, am 20. März 1853, wurde in den evangelischen Kirchengemeinden des Königreichs Preußen „eine höheren Orts genehmigte“ Kollekte gehalten. Aus Kostengründen hatte die Kirche ursprünglich nur einen Giebelturm mit Kupferdach. Die Einweihung der Kirche erfolgte am 19. Oktober 1856. 1922 wurde an der Westseite anstelle des Giebelturmes ein Kirchturm mit Glockenhaube angebaut. In diesem Turm schlug eine der letzten mechanischen Kirchturmuhren im Sauerland.
Das Gebäude ist ein vierachsiger Saal in Quaderbauweise mit eingezogener Apsis. Der Dachstuhl ist innen offen. Als Steine wurden Sand- und Bruchsteine gewählt. Auf der Westempore steht eine spätromantische Orgel mit einem Neurenaissance-Prospekt. Sie wurde 1902 von Eduard Vogt aus Korbach gebaut. Die auf dem Altar stehenden Prinzipalien gelten als Zeugnisse hochwertiger preußischer Schmiedekunst; sie sind ein Geschenk der preußischen Königin. Die beiden im Turm hängenden Glocken harmonieren klanglich mit den Geläuten der umliegenden katholischen Kirchen. Der Innenraum wurde im Laufe der Zeit mehrfach umgestaltet und renoviert; das Gebäude steht seit 1976 unter Denkmalschutz.
Im Jahr 2022 musste der Turm der Kirche wegen erheblicher Bauschäden und Schadstoffbelastungen komplett abgerissen werden. Der Abriss begann im September 2022. Anstelle des Turmes soll am Kirchengebäude ein neues Westportal entstehen. Für die Kirche ist ein neuer freistehender Glockenturm geplant.